# Ґілад Ердан
Ґілад Менаше Ердан (івр. גִּלְעָד מְנַשֶּׁה אֶרְדָן‏‎‎, нар. 30 вересня 1970, Ашкелон) — ізраїльський політик. Член Кнесету від партії «Лікуд» з 2003 року, у 2014-2015 роках був міністром внутрішніх справ в уряді Біньяміна Нетаньягу.
Ердан закінчив юридичний факультет Університету Бар-Ілан, будучи студентом брав участь у демонстраціях проти Ословських угод. Служив в ізраїльській армії, капітан запасу. Живе в Ашкелоні, одружений і має одну дитину.
Був головою організації «Молодь Лікуду». Він працював радником прем'єр-міністра Біньяміна Нетаньягу і був директором Департаменту у справах громадських петицій у кабінеті прем'єр-міністра з 1996 по 1998. Він також працював радником Аріеля Шарона у 90-х роках.
Міністр охорони навколишнього середовища (2009–2013), міністр зв'язку (2013–2014), міністр оборони тилу (2013–2014).